# Robert Olthoff
Robert Olthoff ('s-Gravenhage, 27 ottobre 1944) è un ex hockeista su pista olandese.
È stato il primo giocatore straniero del campionato italiano di Serie A. Dopo aver disputato diversi campionati nella sua terra d'origine (Paesi Bassi) e diverse edizioni dei Campionati europei e mondiali, nel 1969 approdò nell'Hockey Novara dove conquistò sette scudetti di fila, tre coppe Italia e due titoli di capocannoniere, sfiorando inoltre la vittoria finale nell'edizione di Coppa dei Campioni del 1971 e 1972.

## Carriera

### Club

#### Residentie Aia
Tra il 1965 e il 1969 conquistò cinque titoli olandesi consecutivi con il Residentie Aia.

#### Hockey Novara
Nel 1969 passò all'Hockey Novara grazie al presidente Santino Tarantola e a Ferruccio Panagini. Il giocatore (primo straniero del campionato italiano di hockey pista) debuttò nella seconda parte del campionato (il 19 luglio 1969) contro il Marzotto Valdagno, contribuendo in maniera significativa (realizzò 27 reti) alla conquista del tredicesimo scudetto e della Coppa Italia.
Negli anni a seguire conquistò altri sei scudetti di fila. A livello internazionale disputò, pur senza vincerle, le finali di Coppa dei Campioni del 1971 e del 1972.
Successivamente tornò a giocare nei Paesi Bassi, per poi ritornare senza successo a Novara nel 1979.

### Nazionale dei Paesi Bassi

#### Nazionali giovanili
Con la Nazionale olandese partecipò a diverse edizioni degli Europei. Con la Nazionale under 20 partecipò all'edizione del 1960 (6 reti) e del 1962 (18 reti).

#### Nazionale maggiore
Con la Nazionale maggiore vanta 130 presenze, numerose partecipazioni ai Campionati Mondiali, Campionati Europei e circa 300 gol segnati. Durante l'Europeo del 1969, che si disputò a Losanna, Olthoff vinse la classifica marcatori con 17 reti e fu la stella della squadra olandese che si classificò al terzo posto.
Partecipò inoltre alla Coppa delle Nazioni nelle edizioni del '65, '68 e '73.

## Statistiche

### Reti realizzate nei club

#### Hockey Novara
- Campionato di Serie A: 370 reti
- Coppa dei Campioni: 68 reti

### Reti realizzate nella Nazionale maggiore dei Paesi Bassi

#### Campionati Europei
Si riporta di seguito l'elenco delle edizioni dei Campionati Europei alle quali prese parte e le reti realizzate:
- Torino 1961: 11 reti (su 36 totali)[11];
- Porto 1963: 3 reti (su 17 totali)[12];
- Lisbona 1965: 16 reti (su 37 totali)[13];
- Bilbao 1967: 18 reti (su 39 totali)[14];
- Losanna 1969: 17 reti (su 19 totali)[15];
- Lisbona 1971: 20 reti (su 35 totali)[16];
- Iserlohn: 4 reti (su 25 totali)[17].

#### Campionati Mondiali
Si riporta di seguito l'elenco delle edizioni dei Campionati Mondiali alle quali prese parte e le reti realizzate:
- Santiago del Cile 1962: 5 reti (su 21 totali)[18];
- Barcellona 1964: 12 reti (su 30 totali)[19];
- San Paolo del Brasile 1966: 20 reti (su 31 totali)[20];
- Porto 1968: 19 reti (su 33 totali)[21];
- San Juan 1970: 20 reti (su 41 totali)[22];
- La Coruña 1972: 21 reti (su 57 totali)[23];
- Lisbona 1974: 13 reti (su 39 totali)[24].

## Palmarès

### Club

#### Competizioni nazionali
- Campionato olandese: 5

Residentie Aia: 1965, 1966, 1967: 1968, 1969
- Campionato italiano: 7

Hockey Novara: 1969, 1970, 1971, 1972, 1973, 1974, 1975
- Coppa Italia: 3

Hockey Novara: 1969, 1970, 1972

#### Individuale
Capocannoniere della Serie A:
- 1970 (70 reti)
- 1971 (91 reti)

Capocannoniere ai Campionati europei di hockey su pista:
- Losanna 1969 (17 reti)

Capocannoniere in Coppa delle Nazioni di hockey su pista:
- Montreux 1973 (20 reti)[25]